# Chondrodesmus maranonus
Chondrodesmus maranonus är en mångfotingart som beskrevs av Chamberlin 1941. Chondrodesmus maranonus ingår i släktet Chondrodesmus och familjen Chelodesmidae. Inga underarter finns listade i Catalogue of Life.